# João Ramos do Nascimento
João Ramos do Nascimento, ook bekend als Dondinho (Campos Gerais, 2 oktober 1917 – São Paulo, 16 november 1996), was een Braziliaans voetballer en de vader van voetballegende Pelé.

## Biografie
Dondinho begon zijn carrière bij kleinere clubs en maakte in 1940 de overstap naar topclub Atlético Mineiro. Bij een wedstrijd tegen São Cristóvão AC op 7 april scoorde hij een goal, maar blesseerde zich ook tijdens deze wedstrijd, wat zijn verdere carrière bij de club in de weg stond. Hierna speelde hij wel nog voor Fluminense vanaf 1942. Vanaf 1946 tot aan het einde van zijn carrière speelde hij voor de kleinere club Bauru. Hij was later de mentor van zijn zoon Pelé, die de wereld veroverde en drie keer wereldkampioen werd. 
Hij overleed op 79-jarige leeftijd aan een hartfalen.